# NGC 6943
NGC 6943 é uma galáxia espiral barrada (SBc) localizada na direcção da constelação de Pavo. Possui uma declinação de -68° 44' 53" e uma ascensão recta de 20 horas, 44 minutos e 33,7 segundos.
A galáxia NGC 6943 foi descoberta em 27 de Junho de 1835 por John Herschel.